# Plexus intraparotideus

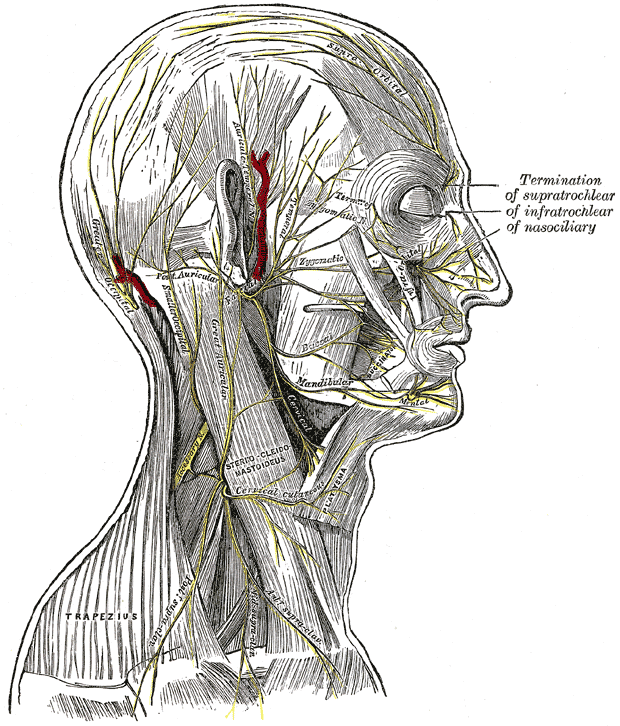
Az arc idegi (régi kép)

A plexus intraparotideus egyik ága a nervus facialisnak miután kilép a foramen stylomastoideumból és hat apró ágra szakad (ramus marginalis mandibularis, ramus lingualis, ramus colli, rami zygomatici, rami temporales, rami buccales). A fültőmirigyben (glandula parotis) található.

## Külső hivatkozás
- Sobotta anatómia atlasz (interaktív) 1.5: 455. kép